# DR E 21 51
Die E 21 51 ist eine von fünf im Jahre 1924 von der damaligen Deutschen Reichsbahn bestellten Elektrolokomotiven mit Einzelachsantrieb, die 1927/28 ausgeliefert wurde und von LHW und der BEW stammte. Im Gegensatz zu den anderen gelieferten Probelokomotiven von der AEG (E 21.0) und SSW (E 15.0 und E 16.101) besaß die E 21 51 keine zwischen den Radscheiben, sondern hoch gelagerte Fahrmotoren ähnlich dem SLM-Universalantrieb.

## Geschichte
Diese Lokomotive entstand als Umwandlung der E 50.3 in eine Lokomotive mit Einzelachsantrieb durch die Firmen BEW und LHW. Über die Historie der Lokomotive gibt es einige Unklarheiten, da eine ausführende Firma, die BEW, in der Weltwirtschaftskrise ihre Lokproduktion eingestellt hatte. Sie war von den genannten Probelokomotiven die leistungsstärkste und billigste Probelokomotive. Sie konnte bei den Probefahrten die Versuchsergebnisse für den besten Einzelachsantrieb nicht entscheidend beeinflussen, da bei ihr nach ca. 10.000 km ein Schaden am Haupttransformator durch nicht ausreichende Kühlleistung auftrat, weiterhin traten nach weiteren 46.000 km Speichenbrüche an Radsätzen und Ausbrüche an den Zahnrädern des Antriebes auf. Als nach Behebung dieser Schäden wesentlich bessere Laufeigenschaften auftraten, hatte sich die Deutsche Reichsbahn schon auf den Kleinow-Federtopf-Antrieb der DR-Baureihe E 21.0 als Antriebsvariante für zukünftige Schnellzuglokomotiven festgelegt.
Die Lokomotive wurde daraufhin im Schlesischen Netz im Schnellzugdienst eingesetzt, bis 1936 die ersten E 18 im Bahnbetriebswerk Hirschberg eintrafen. Danach muss sie in den Personenzugdienst abgewandert sein. Über den Betriebseinsatz der Lokomotive ist bekannt, dass sie leistungsmäßig überzeugen konnte. Doch zeigten sich bei Fahrten mit der Bisselachse voraus unbefriedigende Laufeigenschaften, besonders bei schlechten Gleisverhältnissen, was im Jahr 1939 zu einer Entgleisung führte. Nach einer Untersuchung im Lokomotiv-Versuchsamt Grunewald erfolgte eine verstärkte Dämpfung der Bisselachse. Weitere Konstruktionsvorschläge zielten auf eine generelle Änderung der Führung der Lokomotive hin, die aber auf Grund des Zweiten Weltkrieges nicht mehr ausgeführt wurden. Die Höchstgeschwindigkeit der Lok wurde deshalb auf 75 km/h herabgesetzt.
Auch sie gelangte 1946 als Reparationsgut in die Sowjetunion. Nach ihrer Rückkehr 1952 oder 1953 gehörte sie zum Bestand der Deutschen Reichsbahn und wurde nicht mehr instand gesetzt, sondern blieb abgestellt, bis sie 1966 ausgemustert und 1967 zerlegt wurde.

## Technik
Von allen nach 1925 gefertigten Versuchslokomotiven mit Einzelachsantrieb wies die E 21 51 das größte Leistungsvermögen und das gefälligste Design auf. Mit einer Stundenleistung von 3500 kW übertraf die Lok die E 18 und gehört damit nach der E 19 zu den leistungsfähigsten deutschen Einrahmenlokomotiven.
Der Rahmen war als Innenrahmen ausgeführt und bestand aus zwei Wangen mit 30 mm Blechstärke, die durch die Pufferbohlen und verschiedene andere Querversteifungen versteift wurden. Der Lokkasten war als Profilstahlkonstruktion hergestellt und außen beblecht. In der Stirnseite waren drei Fenster vorhanden. Die Stirnwände waren mit einem leicht trapezförmigen Grundriss hergestellt und verliehen der Lok ihr modernes Aussehen. Die interessantesten Neuigkeiten besaß sie jedoch im Laufwerk; durch die Höherlegung der Fahrmotoren konnten zur Erreichung eines guten Bogenlaufes die Räder zusammengerückt werden. Die äußeren Antriebsachsen waren im Rahmen fest gelagert, die inneren verfügten über eine seitliche Verschiebung von ±25 mm. Das verlieh der Lok einen festen Achsstand von 5.100 mm und einen guten Bogenlauf. Dafür musste das Bremsgestänge umkonstruiert werden; es wurde mit einer einseitig wirkenden Backenbremse gelöst. Der Drehzapfen des Drehgestells besaß einen seitlichen Ausschlag von ±100 mm, der Bisselradsatz am anderen Ende der Lok ±90 mm. Der gesamte Maschinenraum der Lok wurde von den Fahrmotoren in Beschlag genommen, deshalb musste ein hoher Durchgang von Führerstand zu Führerstand geschaffen werden. Das gab der Lokomotive mit der hohen mittleren Haube ein weiteres charakteristisches Aussehen. Der Antrieb bestand aus einem in einem Gehäuse verbundenen übereinanderliegenden doppelten Zahnradpaar ähnlich dem SLM-Universalantrieb. Ursprünglich war das Großrad fest auf der Treibachse aufgeschrumpft, der Höhenausgleich zwischen den im Lokrahmen fest sitzenden Fahrmotoren und dem mit dem Antriebsrad verbundenen Ritzelrad wurde durch Gelenkkupplungen übernommen. Diese Variante war die preiswertere, bewährte sich aber im Betrieb nicht. Nach dem Umbau saß das Großrad auf einer Hohlwelle, die um die Antriebsachse gelegt war. Der Höhenausgleich wurden durch Gelenkkupplungen zwischen der Hohlwelle und der Antriebsachse realisiert.
Elektrisch wies die Lokomotive ebenfalls einige beachtenswerte Details auf. Der Haupttransformator war als Trockentransformator ausgeführt und wurde aus dem der Lokomotiven E 06 und E 50 weiterentwickelt. Er besaß 16 Anzapfungen für die Steuerung der Fahrmotoren, zwei Anzapfungen für die Hilfsbetriebe und eine für die Versorgung der elektrischen Heizung. Seine Leistung betrug 2.400 kVA und war für die starke Leistung der Fahrmotoren etwas unterdimensioniert. Durch die hohe Anordnung der Fahrmotoren konnten diese etwas länger und größer im Durchmesser ausgeführt werden. Das erklärt die wesentlich höhere Leistung der Lokomotive gegenüber der DR-Baureihe E 21.0. Je zwei Fahrmotoren, die mit einer Kupplung mit dem oberen Ritzel verbunden waren, waren ständig in Reihe geschaltet. Jeder Fahrmotor besaß sein eigenes Lüfteraggregat, es saugte die Luft aus dem Maschinenraum ein und kühlte damit die Elemente des Kollektors. Eine Besonderheit war die Änderung der Drehrichtung, die pneumatisch die Fahrmotorbürstenkränze verdrehte. Bei elektrischen Lokomotiven mit Einzelachsantrieb ist diese Form wohl einmalig geblieben.